# Espiga (herramienta)

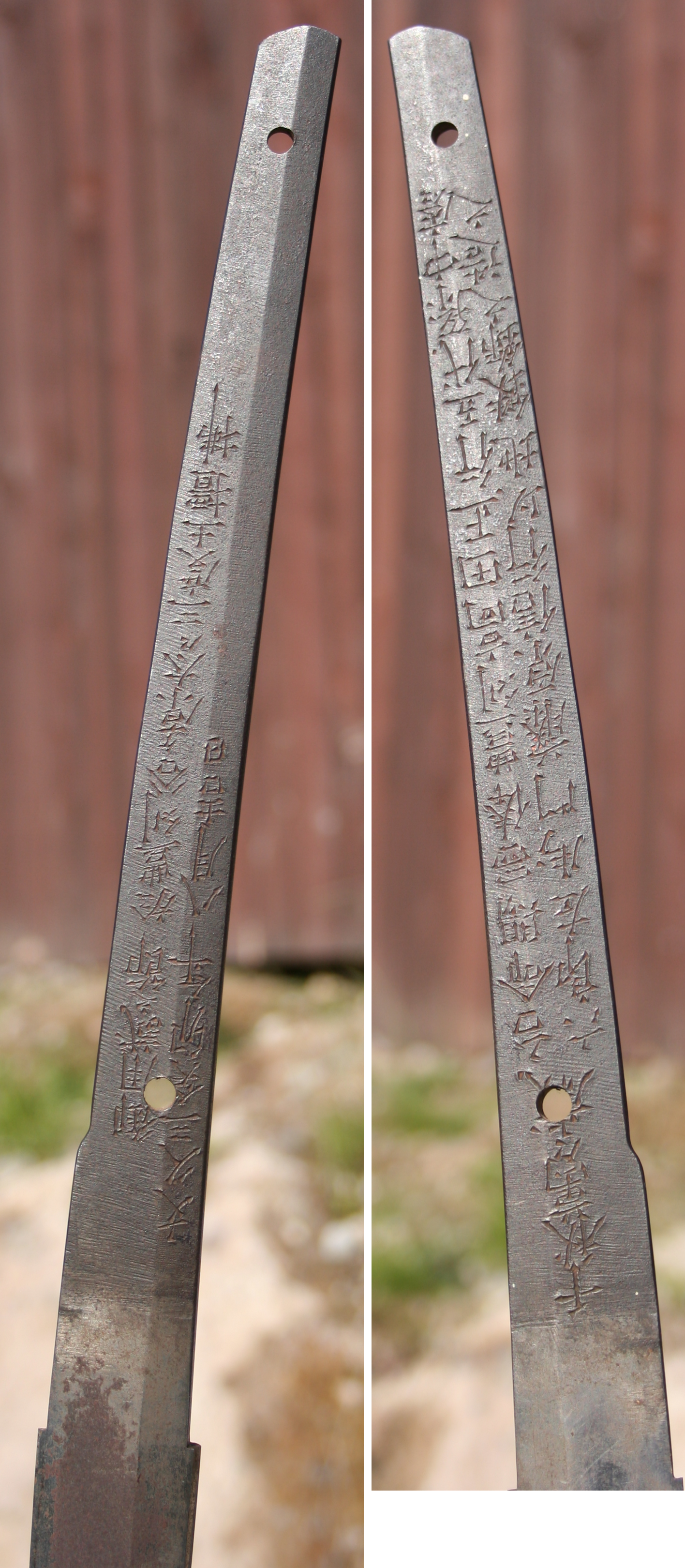
Dos lados de una espiga (nakago) en una katana japonesa

Una espiga o vástago es la parte posterior del componente de la cuchilla de una herramienta donde se extiende hacia el material original o se conecta a un mango, como en un cuchillo, espada, lanza, punta de flecha, cincel, lima, cuchilla, lucio, guadaña, destornillador, etc. Se pueden clasificar varios diseños de espiga por su apariencia, por la forma en que se adhieren a un mango y por su longitud en relación con el mango. 
El nakago es el término en japonés, usado especialmente cuando se refiere al vástago de la katana o el wakizashi.

## Espiga completa vs. parcial

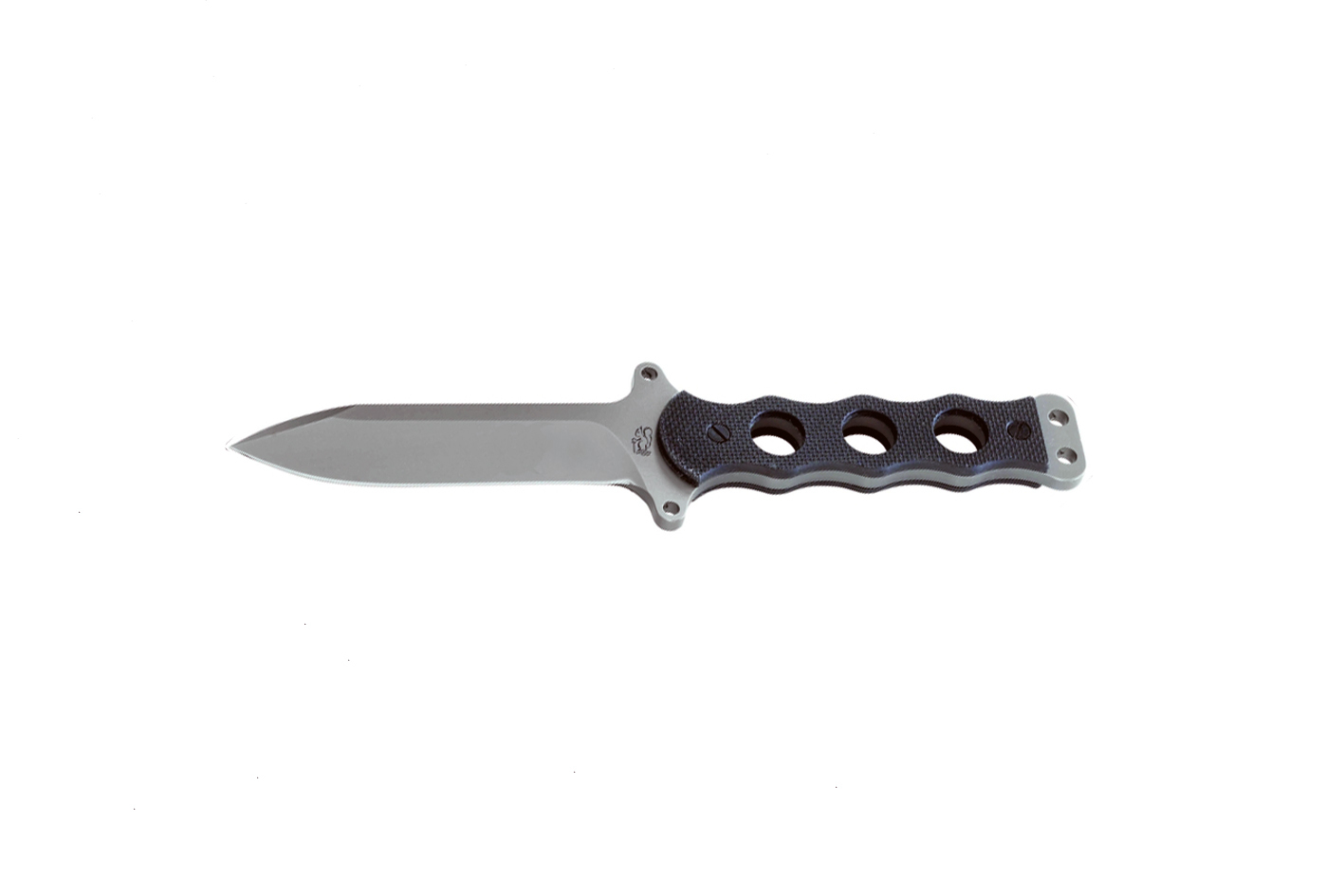
Cuchillo de espiga completa

Una espiga completa extiende la longitud total de la porción de agarre de un mango, en comparación con una espiga parcial que no lo hace. Una espiga completa puede o no ser tan ancha como el mango en sí, pero aun así se extenderá por todo el mango. 
Hay una amplia variedad de diseños de espiga total y parcial. Tal vez en el diseño más común en cuchillos de espiga completa, el mango se corta en la forma de la espiga y las escamas del mango se sujetan a la espiga por medio de pasadores, tornillos, pernos, tubos de metal, epoxi, etc. La espiga se deja expuesta a lo largo del vientre, el trasero y la columna vertebral del mango, extendiéndose tanto a lo largo como a lo ancho del mango. 
Los diseños de espiga parcial incluyen espigas de trozo, mitad y tres cuartos, que describen hasta dónde se extiende la espiga en el mango de la herramienta. El diseño de espiga parcial más común que se encuentra en cuchillos comerciales es en cuchillos plegables, donde la espiga se extiende solo hasta el punto de pivote en el mango. Los escalpelos, las cuchillas de afeitar y otros cuchillos se diseñan comúnmente con espigas parciales cortas que son fáciles de sujetar y desenganchar del mango para que las cuchillas desafiladas o contaminadas puedan cambiarse rápidamente por unas nuevas, o para que un estilo de cuchilla puede cambiarse por otro estilo manteniendo el mismo mango. Los cuchillos con mango hueco también incorporan una espiga parcial. Muchos cuchillos y espadas de bajo costo diseñados con fines decorativos incorporan espigas parciales y no están destinados a ser utilizados para aplicaciones de corte. 
Un cuchillo o espada de espiga completa generalmente permite una mayor fuerza apalancada a través del mango contra la resistencia del material que corta la cuchilla, una ventaja cuando se usa contra materiales más duros o cuando la cuchilla comienza a desafilarse. Una espiga completa también aumenta la cantidad de metal de reserva en el mango de la herramienta, lo que puede ser beneficioso para alterar el punto de equilibrio de la herramienta, ya que la hoja de un cuchillo o espada es a menudo bastante pesada en comparación con el mango. Agregar peso al mango de un cuchillo o espada para compensar el peso de la cuchilla mueve el punto de equilibrio de rotación hacia la mano, donde puede manipularse más fácilmente con gran efecto, lo que lo convierte en una herramienta ágil y ágil. En general, una cuchilla balanceada hacia adelante sobresale al cortar pero sacrifica la agilidad y la facilidad de manipulación; una cuchilla equilibrada central o trasera sobresale en agilidad pero sacrifica la potencia de corte en bruto. Los cuchillos y espadas destinados a propósitos específicos generalmente incorporarán el diseño que sea más adecuado para la forma en que se manejará la herramienta para ese propósito específico. 
Un cuchillo o espada de espiga parcial generalmente no puede aprovechar tanta fuerza contra la resistencia del material que se corta como lo permitiría un diseño de espiga completa. Esto limita la cantidad de fuerza que un usuario debe aplicar al mango de tal arma. Dichos diseños pueden ser óptimos en cuchillos o espadas livianos diseñados para mantenerse extremadamente afilados y utilizados para cortar materiales menos resistentes. Los escalpelos y las espadas japonesas de samurái son quizás los ejemplos más conocidos de tales herramientas.

## Estilos de espiga comunes que se encuentran en espadas y cuchillos
La mayoría de estos estilos de diseño se pueden usar con espigas completas o parciales y el uso de uno no excluye el uso de otro. Por ejemplo, una espada puede tener una espiga oculta, encapsulada, de cola de rata. 
Empuje de la espiga
la espiga se inserta o empuja en un mango prefabricado y se fija en su lugar.
Espiga encapsulada
El material del mango se moldea alrededor de la espiga y se fija en su lugar.
Espiga oculta
la espiga se sujeta dentro del mango de tal manera que ni la espiga ni el mecanismo por el cual se sujeta son visibles en la superficie del mango. Una espiga oculta se puede lograr de varias maneras. La forma más sencilla de lograr una espiga oculta es con epoxi. Un método más sofisticado es construir la espiga con una pequeña protuberancia (o se puede soldar una protuberancia sobre ella) que encaja en una muesca en el mango, evitando que la cuchilla se retire del mango. Otro método común es cortar el roscado de pernos en el extremo de la espiga mediante el cual una tuerca de pomo se atornilla en su lugar. Los cuchillos y las espadas decorativas de bajo costo ocasionalmente presentan una espiga falsa oculta que consiste en un perno delgado separado soldado a una espiga en la hoja, el perno se inserta a través del mango y se sujeta en su lugar con una tuerca de pomo.
Palos y espigas de cola de rata
La transición de la cuchilla a la espiga implica una disminución abrupta en la cantidad de metal de reserva, de modo que la espiga es más estrecha que el resto de la herramienta, más aún cuando la transición se asemeja a la que existe entre el grueso cuerpo de una rata y su delgada cola. Este estilo de espiga se usa a menudo en espadas y cuchillas decorativas, que nunca están destinadas para un uso real y, por lo tanto, no requieren una espiga fuerte y funcional.
Espiga cónica
El ancho de la espiga disminuye gradualmente en una o más dimensiones a lo largo de su longitud. Las espigas cónicas pueden presentar adelgazamiento a lo largo de la columna vertebral desde la cuchilla hasta el pomo, adelgazamiento desde la columna vertebral hasta el abdomen, o incluso ahuecarse desde los bordes hacia la sección media de la espiga. Este es un diseño poco común pero sofisticado que se utiliza para reducir la cantidad de material (y, por lo tanto, el peso) en el mango de la herramienta sin sacrificar significativamente la resistencia.
Espiga esqueletizada
Se cortan grandes secciones a lo largo de la espiga, lo que reduce la cantidad de material de reserva a un marco básico y al mismo tiempo proporciona soporte estructural. Este es otro método sofisticado y moderno para reducir el peso del material de la espiga sin sacrificar una resistencia o soporte significativo del material. Las espigas esqueletizadas también se utilizan comúnmente para proporcionar espacio de almacenamiento en el mango de la herramienta.
Espiga extendida
la espiga se extiende más allá del agarre del mango. En cuchillos, la espiga extendida puede funcionar como un martillo.
A través de la espiga
La espiga se extiende a todo lo largo del mango, pero no se extiende lo suficiente como para exponerse en su parte posterior, frontal ni en ninguno de sus lados.
Losa espiga
La espiga extiende todo el ancho y la longitud del mango para que quede expuesto en su parte inferior, posterior y frontal. Las escalas del mango se sujetan a ambos lados de la espiga.